# Веста (астрологическая программа)
Ве́ста (лат. Vesta) — платная проприетарная астрологическая программа для КПК и коммуникаторов, работающих под управлением ОС Microsoft Windows Mobile версии не ниже 5.0 при разрешении экрана 240х320, 480х640 (VGA) и 480х800 (WVGA) пикселей.
Программа была создана в 2007 году под руководством преподавательского состава Санкт-Петербургского Института Астрологии. Автор программы — Игорь (TomCat) Германенко. С октября 2009 года стала называться «Vesta — mobile astrologer».

## Версии программы
Существует два направления развития Весты: профессиональное (Vesta Pro и Vesta Lite) и непрофессиональное (Vesta Home).
- Профессиональная версия строит астрологические карты (одиночные и двойные) для выполнения анализа, ректификации и прогнозирования событий. Полная версия обеспечивает построение карт и разворотов следующих видов: натальной, транзитной, синастрической, хорарной, возвращения (солара и лунара), дирекций (прямых и обратных) и прогрессий (первичной, вторичной, третичной и минорной). Построение производится в трёх системах координат: эклиптической, горизонтальной и экваториальной (1-й и 2-й) и четырнадцати системах домов. Расчёты положения небесных объектов (светил, планет, астероидов, фиктивных точек, парсов и звёзд) производятся с использованием Швейцарских Эфемерид[3].

- Непрофессиональная версия представлена текстовым интерпретатором, позволяющим получить интерпретацию гороскопа рождения человека, не знакомого с предметом астрологии и астрологической символикой.